# بيلي وايت (كرة سلة)
بيلي وايت (بالإنجليزية: Billy White)‏ مواليد 26 يناير 1989 في لاس فيغاس، هو لاعب كرة سلة أمريكي. بدأ مسيرته الاحترافية في سنة 2011. يلعب مع هاليفاكس هركينز في دوري كندا الوطني لكرة السلة. يحمل الرقم 23. يبلغ طوله 6 قدم 8 بوصة (2.0 م).

## المسيرة الاحترافية
لعب مع آيوا إنرجي في موسم 2011–2012، ثم لعب مع هاليفاكس هركينز في سنة 2015، ثم لعب مع أبولون ليماسول في سنة 2016، ثم لعب مع هاليفاكس هركينز في سنة 2016.

## روابط خارجية
- بيلي وايت (كرة سلة) على موقع كرة السلة الأوروبية.كوم (الإنجليزية)
- بيلي وايت (كرة سلة) على موقع كلية كرة السلة في سبورتس رفرنس.كوم (الإنجليزية)
- بيلي وايت (كرة سلة) على موقع ريلجم (الإنجليزية)
- بيلي وايت (كرة سلة) على موقع بروبوليرز (الإنجليزية)